# Pàvlovka (Vladímir)
|  | Per a altres significats, vegeu «Pàvlovka». |

Pàvlovka (en rus: Павловка) és un poble de l'óblast de Vladímir, a Rússia, segons el cens del 2010 tenia 338 habitants. Pertany al districte municipal de Koltxúguino.